# 三森みさ
三森 みさ（みもり みさ、1992年 - ）は、日本の漫画家。依存症やPTSDをテーマにした作風を特徴とする。

## 概要
大阪府出身。高校で美術・デザインを、大学で染色を学ぶ。Webで連載されたアルコール依存症を啓発するコミックエッセイが話題となり、書籍化。本人もカフェイン依存に苦しんだ経歴を持つ。 続けて、覚せい剤、アルコール、ゲーム、ギャンブル依存症との葛藤を描くオムニバス作品『母のお酒をやめさせたい』を出版するなど、依存症をテーマにした作品を続けて発表した。
厚生労働省依存症対策推進室の依存症啓発事業の一環として、依存症啓発漫画を制作。 依存性薬物の問題に取り組むNPO法人「ASK」の認定依存症予防教育アドバイザー。
2023年、虐待と性被害にまつわる漫画制作でクラウドファンディングを実施し、700万円を集めた。

## 著書
- だらしない夫じゃなくて依存症でした（今成知美、島内理恵、田中紀子、松井由美、松本俊彦、村瀬華子がいずれも監修、時事通信社、2020年）
- 母のお酒をやめさせたい（KADOKAWA、2022年）